# Aleksandr Tretiakov (lutte)
Pour l’article homonyme, voir Aleksandr Tretiakov (skeleton).
Aleksandr Vladimirovitch Tretiakov, né le 1er octobre 1972 à Perm, est un lutteur russe de gréco-romaine qui a remporté la médaille de bronze lors des Jeux olympiques à Atlanta en 1996 dans la catégorie des moins de 68 kg, derrière Ghani Yalouz.